# Braemar Castle
Braemar Castle är ett slott i Storbritannien. Det ligger i kommunen Aberdeenshire i Skottland, 600 km norr om huvudstaden London. 
Braemar Castle ligger 332 meter över havet  och terrängen runt slottet är huvudsakligen kuperad. Runt Braemar Castle är det mycket glesbefolkat, med 2 invånare per kvadratkilometer. Närmaste större samhälle är Braemar, en km sydväst om Braemar Castle. I omgivningarna runt Braemar Castle växer i huvudsak blandskog.